# Alajja
Alajja  é um gênero botânico da família Lamiaceae

## Espécies
Apresenta três espécies:
- Alajja afghanica
- Alajja anomala
- Alajja rhomboidea
- «Lista das espécies»